# Géographie de l'Ouganda
L'Ouganda est situé au cœur de l'Afrique des Grands Lacs, entouré par trois d'entre eux, le lac Édouard, le lac Albert et le lac Victoria. Une partie importante des frontières du pays sont des lacs.

## Géographie physique

### Structure du territoire
L’Ouganda a une superficie de 236 040 km2 dont 44 000 km2 de lacs et de cours d'eau.
Frontières
- Total : 2 698 km
- République démocratique du Congo : 765 km
- Kenya : 933 km
- Rwanda : 169 km
- Soudan du Sud : 435 km
- Tanzanie : 396 km

### Topographie
Le pays est principalement composé d'un plateau central, d'une altitude moyenne de 1 100 mètres, entouré de montagnes, ce qui le rend plus propice à l'agriculture et moins sujet aux maladies tropicales que d'autres pays de la région. Le relief est composé de collines au sommet plat, séparées par des vallées au fond desquelles le papyrus abonde.
Le pic Marguerite du mont Ruwenzori culmine à 5 110 mètres d'altitude. Les autres sommets de l'Ouganda sont les monts Elgon (4 321 m), Moroto et Kadam à l'est et le Morungole au nord.
Inversement, le point le plus bas est le Lac Albert à 621 mètres.

### Hydrographie

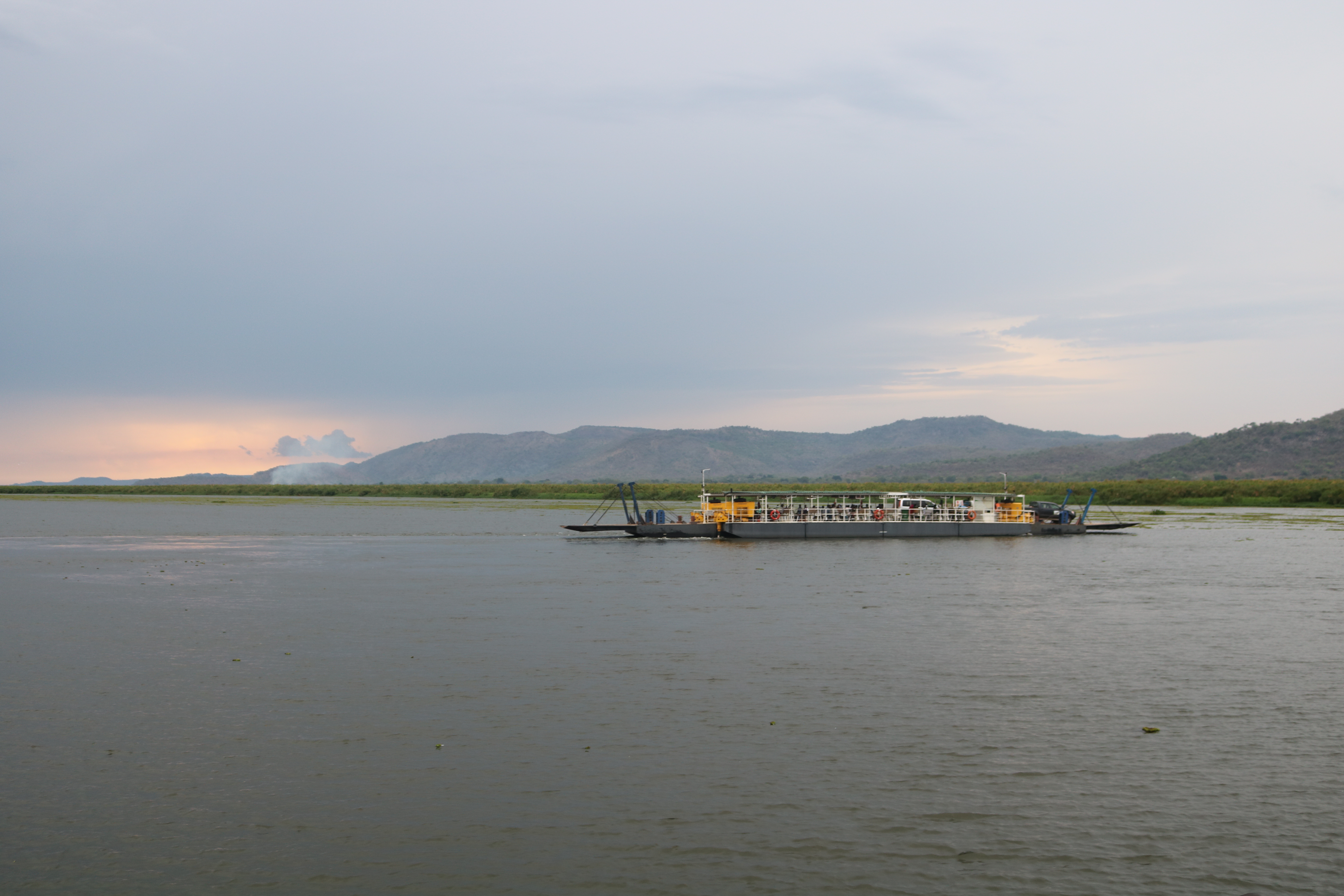
Traversée du Nil en ferry.

### Géologie
Ressources naturelles : cuivre, cobalt, énergie hydraulique, sel, terres arables

### Climat
Situé sur l'équateur, l'Ouganda jouit cependant d'un climat tempéré par l'altitude. Le nord connaît un climat chaud et sec (température moyenne : 33 °C) tandis que le sud et les rives des lacs connaissent des pluies abondantes et une température plus modérée (moyenne : 20 °C). L'année connaît deux saisons sèches (de décembre à février, puis de juin à août). Le nord-est, près du Soudan du Sud, est semi-aride.

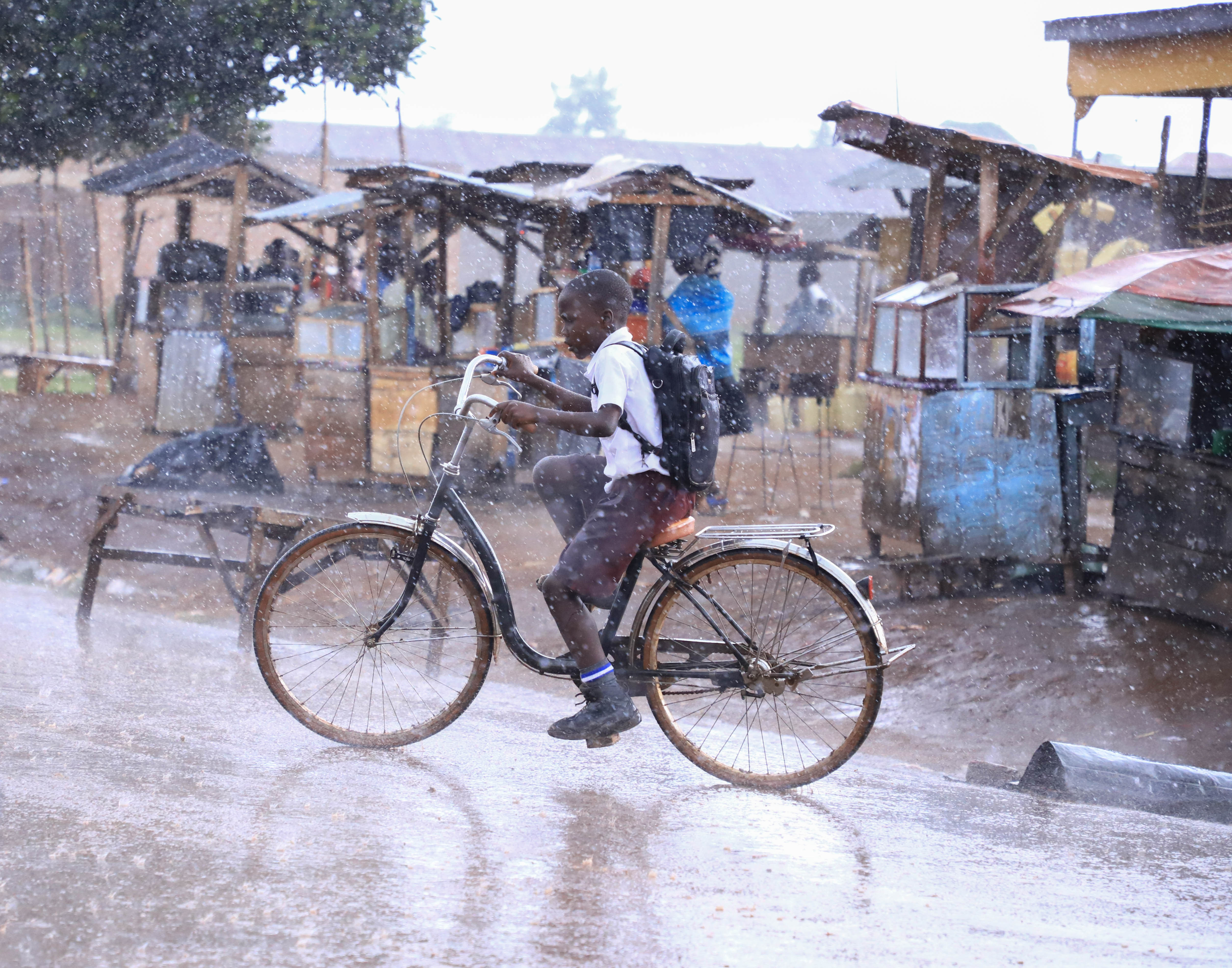
Pluie en novembre dans le district de Mayuge.
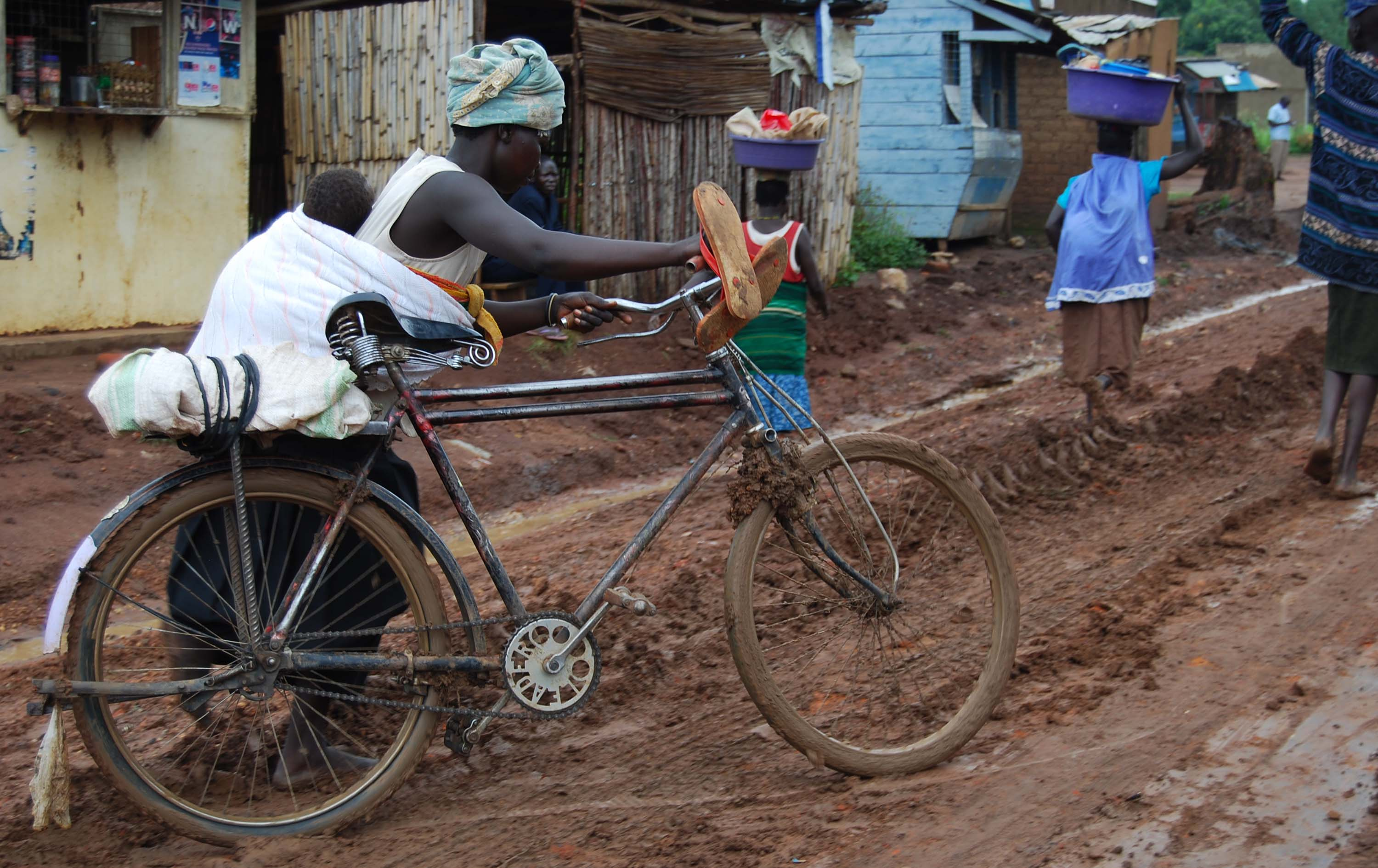
Route impraticable après la pluie, près d'Arua.
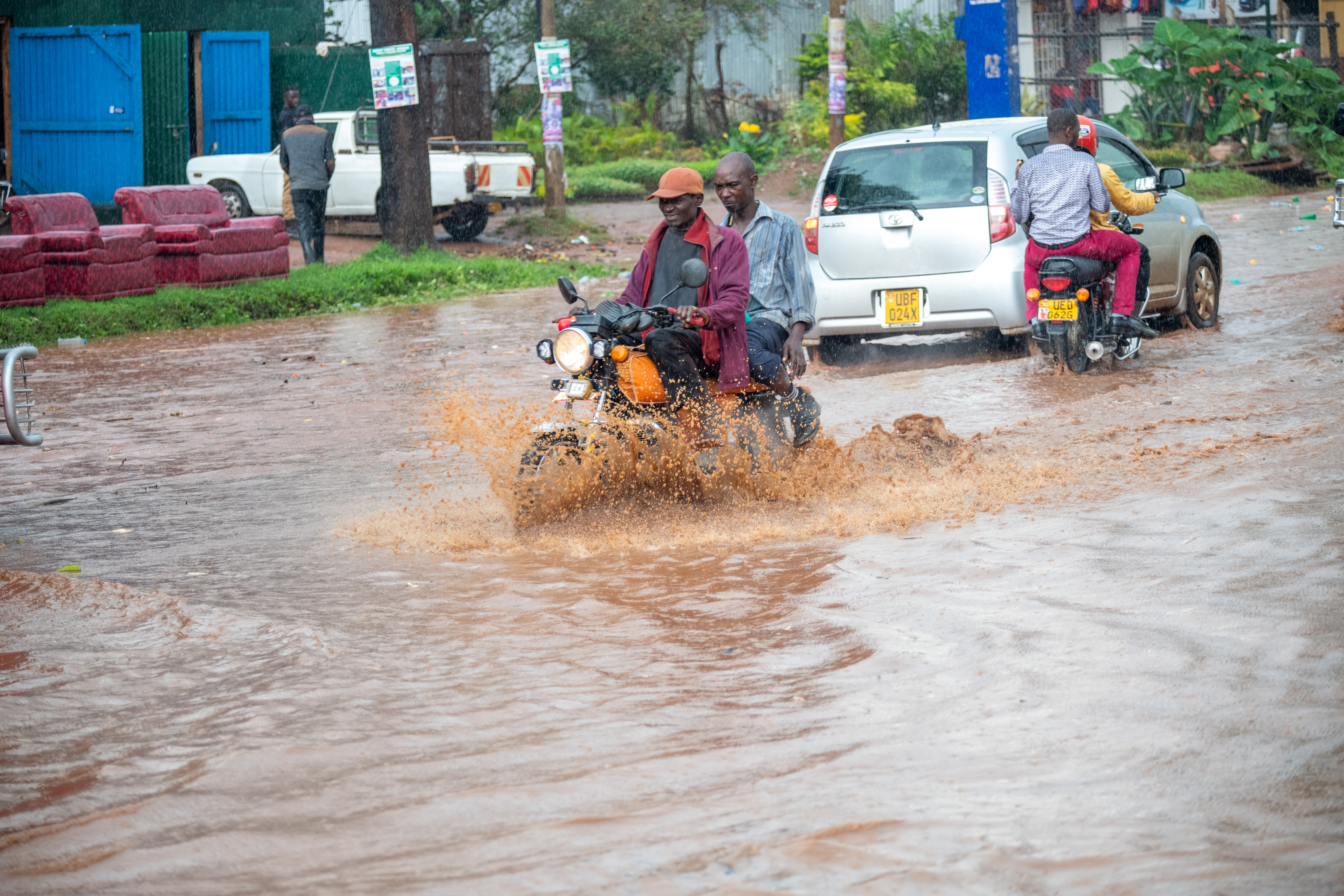
Crue subite à Kampala en février.